# Особняк Полякова
Особняк Полякова — памятник архитектуры в Печерском районе Киева. Расположен на улице Михаила Грушевского, вблизи Мариинского дворца. Возведен по проекту архитектора Фёдора Троупянского в 1910-х годах. Дом является характерным памятником застройки Липок начала XX века. За сходство с Мариинским дворцом имеет неофициальное название «Малый Мариинский дворец».

## История
Особняк Полякова расположен на небольшом узком участке, протянувшемся между улицами Шелковичной и Липской. Схожий по декору и цветам с Мариинским дворцом, он замыкает перспективу площади Конституции. Такое расположение неслучайно — с 1799 года этот квартал принадлежал губернскому предводителю дворянства Демьяну Демьяновичу Оболонскому, крестной матерью сестры которого (Надежды) была сама императрица Елизавета Петровна. На участке возле дворца Д. Оболонский построил одноэтажный дом на 9 комнат. В этом особняке в 1816 году во время первого посещения Киева останавливались император Александр I и его брат, будущий император Николай I. Однако, по данным историка Иконникова, хотя семья Оболонских и была богатой, Демьян Оболонский и его жена из рода Якубовичей были склонны к расточительности, заказывали одежду в Париже, имели собственный оркестр, устраивали многочисленные пиры и в конце концов разорились. Их имения, в том числе и особняк по улице Грушевского, были проданы. Сохранилось описание особняка за 1825 год: здание деревянное, на каменном фундаменте, стены рубленные из брусьев, количество комнат — 9, есть один зал, пол в зале, гостиной и спальни сделана из разных пород дерева. Имение Оболонских, кроме дома по улице Грушевского, 22, включало участки будущих усадеб по улице Липской № 2 и № 4, и по улице Грушевского № 20 (ныне известная как «особняк Зайцева»).
После смерти Д. Оболонского его вдова в 1833 году продала имение генерал-лейтенанту Григорию Григорьевичу Белоградскому. В 1852—1855 году в особняке продолжал действовать домашний театр, в частности, играла труппа Федецкого. После смерти Г. Белоградского владелицей имения стала Наталья Михайловна Каневская, 5 апреля 1861 года продала их по 10 тыс. рублей серебром Ф. В. Ивенсену и его жене Т. П. Ивенсен. После смерти Ф. В. Ивенсена его вдова распродала имение по частям. Усадьбу по улице Грушевского, 22, площадь которой составляла 660 кв. саженей (0,3 га), 1 июля 1891 года приобрел за 44 тыс. рублей серебром поручик в отставке Владимир Ильич Миклашевский. Он происходил из старинного благородного рода Миклашевских, владел землей в Житомирском и Екатеринославском уездах, был предводителем дворянства Бердичевского уезда и церковным старостой Александро-Невской церкви на Липках. Заложив свою недвижимость и взяв кредит в Земельном банке, Миклашевский перестраивает особняк. По описанию архитектора Земельного банка А. Я. Шиле за ноябрь 1891 года, особняк уже имел мезонин, 21 комнату, 2 кухни и 3 прихожих. Комнаты были полностью переоборудованы, украшены лепниной, оклеены дорогими обоями; отапливались они 12 кафельными голландскими печами. Двор возле дома был замощен, установлены новые металлические ворота на каменных столбах, со стороны улицы был устроен балкон, со двора — застекленная галерея и еще один балкон. В 1892 году Миклашевский берет еще одну ссуду на 15 тыс. рублей, и на эти деньги в следующем 1893 году проводит очередную перестройку. Особняк обкладывается кирпичом, достраивается каменная пристройка, на лицевой части фасаде появляется картуш «ВМ». Работами руководил городской архитектор А. Кривошеев.
На рубеже XIX и XX веков имение на Грушевского переходит в собственность к врачу Якову Лазаревичу Полякову. Последний происходил из дворянского рода, учился в Московском университете, а в Киеве получил врачебную практику и удачно женился на дочери сахарного магната Льва Бродского, Кларе. Супруги сначала проживали в особняке Бродского на улице Катериненской, 9 (современная улица Липская), а в 1910-х годах переехали в новый особняк, хотя кабинет для приемов Поляков оставил в особняке тестя, и потому во всех адресных книгах его адресом была улица Катериненская, 9. Я. Поляков был попечителем Киевской еврейской больницы, принимал участие в семейном бизнесе семьи Бродских, входил в состав директоров общества мельницы «Лазарь Бродский». После приобретения имения на Грушевского Я. Поляков решил снести особняк Миклашевского и возвести новый, который своей роскошью и похожестью на Мариинский дворец должен был подчеркивать высокое общественное положение зятя Льва Бродского. Проект особняка заказали архитектору Федору Абрамовичу Троупянскому.
Между 1913 и 1917 годом Поляков продает особняк Николаю Парфентьевичу Попову, одному из крупнейших домовладельцев Киева. В особняке поселилась жена М. П. Попова Галина Ивановна Попова. В начале 1918 года, после штурма Киева, особняк национализировали большевики. Здесь и в Мариинском дворце происходили массовые расстрелы под руководством большевистского военного деятеля Н. А. Муравьева. Позже, во времена Гетманата в особняке жил министр финансов А. К. Ржепецкий, и собственно там располагалось министерство финансов. После повторного взятия Киева большевиками в 1919 году дом несколько месяцев занимал Центральный комитет КП(б)У. В 1920-х годах здесь находилась Киевская окружная детская рентгенологическая и фотогелиотерапевтическая станция больницы «Охматдит». После переноса столицы УССР из Харькова в Киев особняк решением Киевского городского совета от 23 апреля 1934 г. был закреплен за Управлением делами ЦК КП(б)У, здесь поселился первый секретарь ЦК Павел Петрович Постышев. После Второй мировой войны в бывшем особняке Полякова размещалась Торговая палата при Совнаркоме УССР. Позже здание реконструировали и переоборудовали под зал для правительственных приемов; также здесь содержится ведомственная столовая.

## Архитектура и планировка

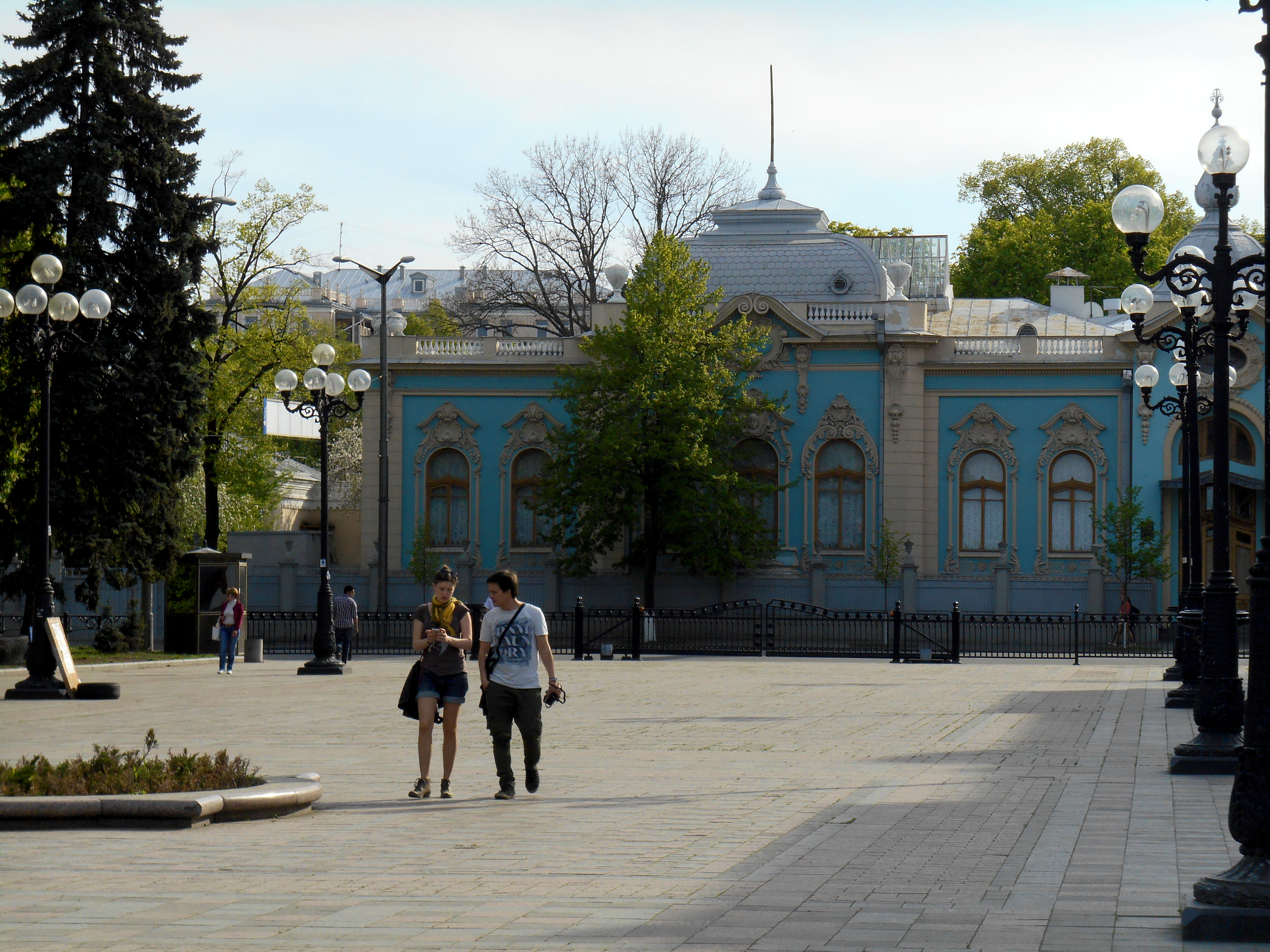
Перспектива особняка от площади Конституции

Особняк расположен на небольшом участке, немного с отступом от «красной линии» застройки, узким боком обращен к улице Грушевского, широким — на Шелковичную. От тротуара дом отделяется небольшим палисадом и забором позднего происхождения. Здание кирпичное, имеет полтора этажа (с полуподвалом), прямоугольное в плане. Цоколь рустирован, стены штукатуренные и окрашенные: главный, северо-восточный и северо-западный фасады — в голубой цвет, юго-восточный фасад и весь архитектурный декор — в светло-охристый цвет, так же, как и фасады Мариинского дворца.
Главный фасад богато украшен, имеет семь окон с полуциркульным завершением, в центре находится ризалит в три окна. Над средним из них расположен большой сандрик, украшенный лепненым картушем с женским маскароном. Под тем же окном, для создания симметрии, размещен балкон с глухим парапетом волнистого абриса наподобие театральной ложи. Другие окна главного фасада украшены пышными лепными сандриками с волютами. Также во всех окнах сохранилось первоначальное заполнение в духе декоративного модерна 1900-х годов. Краеугольные части ризалитами и основного объема украшен рустированными выемчатыми лопастями, завершает фасад пышная лепка с картушем, щипцем с волютами и четырехскатная крыша изогнутых очертаний со шпилем. Крыша основного объема украшен парапетом-балюстрадой со скульптурными вазами на тумбах.
Главный вход особняка расположен справа по главному фасаду и облицован так же пышно. Широкие гранитные ступени ведут к деревянной парадной двери. Над дверью расположены кованое металлическое крыльцо и фрамуга, имеют схожие очертания и декор. Интересно, что крыльцо, которое кажется сплошь металлическим, на самом деле стеклянное в металлической раме. Над фрамугой — небольшое овальное окошко в пышном лепном декорировании. Венчает парадный вход аттик, над которым возвышается декоративно изогнутый шатер с грушевидной куполом, увенчанной кованым шпилем.
На северо-западном фасаде, который обращен к дому № 20 по улице Грушевского, с правой стороны расположены трехоконный изогнутый ризалит с рустированными лопатками и вазами в гирляндах. Аналогично главному, северо-западный фасад щедро декорирован такими же наличниками, карнизом и балюстрадой. Окна также имеют полуциркульные завершения и лепной декор с сандриками и картушами. Северо-восточный фасад, который ранее выходил на соседнее имение, не имеет пышного декорирования. Аналогично, почти нет отделки и на дворовых пристройках, лишь тонкие волнистые сандрики над простыми прямоугольными окнами.
Особняк вместе с соседними домами (Грушевского, 20 и Липская, 2) огражден сплошным металлическим забором с кирпичными столбами, увенчанными бетонными вазами.
После национализации особняк несколько раз перестраивался под те службы, которые в нем размещались, но основная волна перестроек началась после Второй мировой войны. Так, справа от особняка были разобранные в настоящее время ворота с калиткой, вместо них дом окружил металлический забор. Над служебным корпусом сначала был надстроен еще один этаж, а позже корпус был продлен по основной оси пристройкой на два с половиной этажа. Еще через некоторое время со второго этажа служебного корпуса была построена закрытая галерея-переход к соседнему служебному зданию в глубине квартала.
Интерьер особняка также претерпел значительные изменения: после пристройки дома для торжественных приемов, все три помещения, выходящих на главный фасад, превращены в одну сплошную залу, которой были приданы черты дворцовой роскоши — с пилястрами, лепными карнизами и потолками, покрытыми обильной позолотой.